# Rolschaats

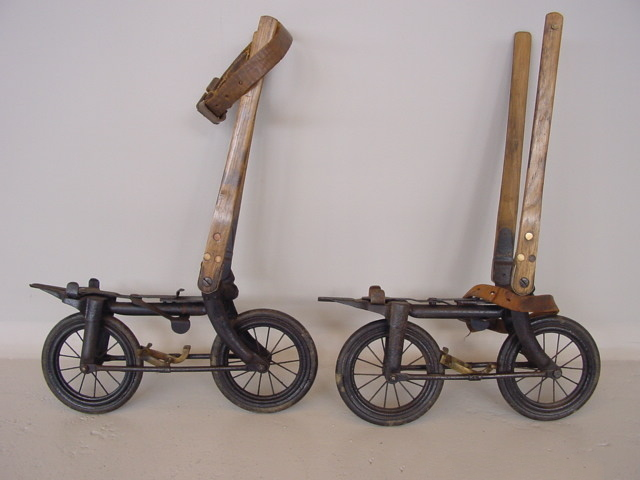
Ritter-rolschaatsen (ca. 1898)

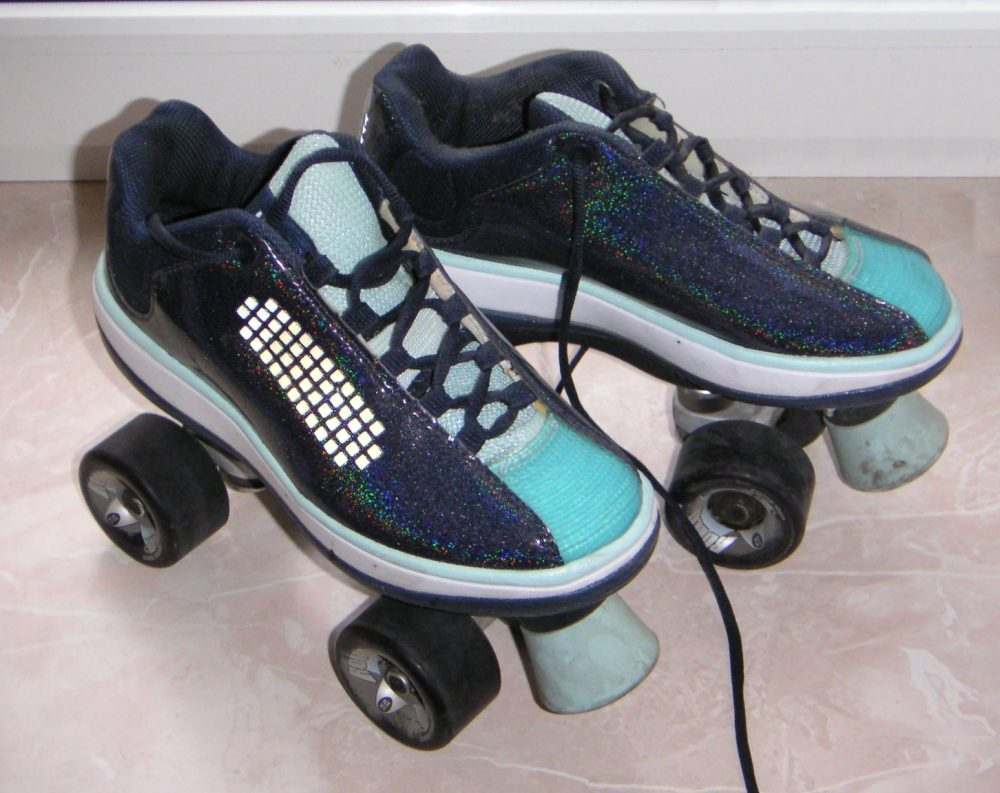
Rolschaatsen

Een rolschaats is een schoen waaronder wielen zijn bevestigd, om zich daarmee voort te bewegen door een schaatsbeweging te maken.  

## Geschiedenis
De rolschaats werd voor het eerst in 1863 door zijn uitvinder James Plimpton aan het grote publiek getoond. Deze uitvinding is echter serieus te betwisten. Plimpton was degene die als eerste een patent nam. Een voorloper van de rolschaats was de in-line rolschaats, in 1760 uitgevonden door Jean-Joseph Merlin uit Hoei in Wallonië. Ook de Bruggeling Maxilimilien Van Lede en Garcin hadden al een rolschaats gecreëerd in respectievelijk 1790 en 1815. In 1823 kwam de Brit Tyerin ook al met een rolschaats op de proppen.  
In 1824 bezat Londen al overdekte rolschaatsbanen. De opening van de baan in Cincinnati in 1867 luidde in de Verenigde Staten een bloeiperiode in. 
In het verleden zijn er hardrijkampioenschappen op gewone rolschaatsen gehouden. Een daarvan waren de Europese kampioenschappen te Madalena op het Azoreneiland Pico, ergens in de jaren tachtig.

## Kenmerken
Er zijn twee soorten rolschaatsen:
- De gewone rolschaats, met twee wielen voor, en twee wielen achter.
- De skeeler en de inline-skate, waarbij meerdere wielen achter elkaar staan (bij de skeeler vroeger 5, maar nu ook wel 4 en de in-line skate 4). Dat heeft het voordeel dat de voet ook schuin gehouden kan worden om af te zetten.